# Yuquan (socken i Kina, Guangxi)
Yuquan (kinesiska: 玉泉乡, 玉泉) är en socken i Kina. Den ligger i den autonoma regionen Guangxi, i den södra delen av landet, omkring 59 kilometer nordväst om regionhuvudstaden Nanning.
Genomsnittlig årsnederbörd är 1 671 millimeter. Den regnigaste månaden är augusti, med i genomsnitt 281 mm nederbörd, och den torraste är februari, med 32 mm nederbörd.